# Бюльбюль таїландський
Бюльбю́ль таїландський (Pycnonotus conradi) — вид горобцеподібних птахів родини бюльбюлевих (Pycnonotidae). Мешкає в Південно-Східній Азії. Раніше вважався конспецифічним з бірманським бюльбюлем.

## Поширення і екологія
Таїландські бюльбюлі мешкають в Таїланді, Лаосі, В'єтнамі, Камбоджі, М'янмі і Малайзії. Вони живуть у вологих і сухих чагарникових заростях, у вологих рівнинних тропічних лісах, на плантаціях, в парках і садах.